# Автономов, Александр Александрович
Александр Александрович Автономов (1884—1938) — российский и советский историк, филолог, хранитель отделения оружия («Арсенал») в Эрмитаже. Специалист по оружию и доспехам.

## Биография
Родился 22 февраля 1884 году в Гатчине. Окончил Петербургский университет в 1908 году. Служил в Министерстве иностранных дел, в 1917 году — коллежский асессор в IV политическом отделе МИД.
В 1919—1933 годах работал в Эрмитаже, где стал помощником одного из основоположников российского оружиеведения Эдуарда Ленца, а после смерти Ленца продолжил его дело. Сотрудничал с Валентиной Аркадьевной Ленц (Демидовой), вдовой Эдуарда Ленца, которая много лет была помощницей мужа. Автор иллюстрированного каталога «Государственный Эрмитаж. Зал доспехов», выпущенного к открытию экспозиции западноевропейского оборонительного вооружения конца XV — начала XVIII веков в Георгиевском (Большом тронном) зале в 1924 г году. Коллекционер старинного оружия.

## Дело славистов
29 ноября 1933 был арестован по «Делу славистов» во время проведения выставки антикварного оружия в одном из музеев Харькова. Был обвинён в поставке оружия украинским националистам с целью организации вооружённого восстания. Несмотря на пытки, Автономов отказался признать свою вину и был приговорён к десяти годам ссылки на Байкало-Амурская магистраль. 31 марта 1938 г. был осужден во второй раз и приговорён к смертной казни. Сведения об исполнении приговора отсутствуют.

## Реабилитация
В 1956 году, когда дело пересматривалось в суде, много внимания уделялось вопросу о поставках оружия. В ходе судебного процесса были найдены и представлены документы, доказывающие законность отправки предметов из музея для выставки в Харьков, а также законное право на хранение декоративного оружия. Известно, что директор Эрмитажа Михаил Артамонов представил в высшей степени положительную характеристику Автономова в суд, рассматривавший дело о реабилитации последнего.

## Труды
- Автономов А. А. Государственный Эрмитаж. Зал доспехов. — Л.: Издание Государственного Эрмитажа, 1924. — С иллюстрациями Г. С. Верейского.